# Meritokrácia
A meritokrácia egy olyan társadalmi forma, amelyben az egyén társadalmi pozíciója nem a társadalmi származásától, hanem tehetségétől, tudásától, szorgalmától és teljesítményétől, egyszóval „érdemeitől” függ. A szó eredete: „meritum” (lat.) tett, teljesítmény, „kratosz” (gör.), uralom vagy erő.
A meritokratikus elv már időszámításunk előtt is ismert volt, viszont magának a szónak a megalkotója Michael Young volt, aki 1958-ban írt The Rise of the Meritocracy című szatirikus regényében fogalmazta meg a meritokráciát. Young regényében a meritokrácia mint pejoratív jelző jelenik meg, napjainkra azonban pozitív színezetű kifejezésként használják mind a közbeszédben, mind a tudományos diskurzusokban egyaránt. Így a meritokrácia egy, a társadalom számára kívánatos absztrakt ideál lett, melynek fényében egy mostani társadalmi rendszer tökéletlenségei megítélhetők. Lehet, hogy nem lehet mindenki számára a születésekor ugyanolyan jó társadalmi pozíciót biztosítani, de a meritokrácia szigorúbban ösztönözheti az érdemeket, ügyelve arra, hogy minden gyermek ugyanolyan oktatási előnyökkel rendelkezzen, és megtanulja azokat a társadalmi módszereket, amelyeket a sikeres családok gyermekei kapnak.
Margaret Thatcher szerint a meritokrácia fogalma: egy jó pozíció betöltéséhez már nem az számít, hogy kit ismersz, hanem, hogy mit tudsz.
Harry Brighouse meritokráciafogalma pedig a következő: „az egyén iskolázottsági előmenetelének kilátásai eltérőek lehetnek tehetségének és törekvésének függvényében, de nem függhetnek társadalmi helyzetétől”.

## Története
Kínában már az ókorban (i.e. 600) jelen volt a meritokratikus társadalomhoz hasonló elvű társadalom. Konfuciusz kínai filozófus szerint, az emberek társadalmi pozíciója nem egy örökölhető állapot. Vezetői, rangos pozíciót csak saját érdemekkel lehet megszerezni.
A 17. században a meritokrácia elterjedt Indiában, majd ezáltal Angliában is, így bekerülve Európába. Először a brit birodalom alkalmazta, így próbálta kikerülni a korrupciót és a protekciót. 
Amerikában 1882-ben törvényben írták elő, hogy az állami munkahelyeket kizárólag érdemek alapján lehet odaítélni a személyeknek, egy felvételi vizsga által kell meghatározni/felmérni tudásukat és nem kötődhet politikai érdemhez megszerzett munkahelyük.
Ausztráliában 1850-ben jelent meg a meritokrácia, a különféle egyenlőtlenségek eltörlése miatt. 
Az úgynevezett modern meritokratikus államokhoz sorolható Ecuador és Szingapúr.

### A társadalmi rang elnyerésének lehetőségei
- A modern társadalmakat megelőző korban a fizikai képességeken alapuló cselekedetek domináltak, ami napjainkban a sport formájában maradt meg, mint például Pelé.
- Sorokin (1964) a felfelé mobilitás csatornái között tartja számon a hadsereget, ahol az egyszerű származású, de sikeres hadvezér rangot nyerhetett, és a kiváltságosok közé kerülhetett. Mint Bonaparte Napóleon, gyakran magukhoz ragadták a hatalmat. A katonai hatalomátvétel jellegzetes formája a junta.
- A szórakoztatás egyre nagyobb embertömeget ér el, emiatt jelentősége is egyre nagyobb, ahogy A legjövedelmezőbb turnék listája is alátámasztja.

## Bírálatai
A meritokratikus kiválasztási rendszert bírálók arra hivatkoznak, hogy a gyakorlatban – a nehezen mérhető képességek és az erőfeszítés helyett – az érdem az iskolázottsággal vált azonossá, s ez megkérdőjelezi az egész elmélet érvényességét.
A. H. Halsey (1977) szerint „a származási jellemzők megtalálják az utat, hogy teljesítményként jelenjenek meg” hiszen a munkáltatók a felvétel során olyan személyiségi jellemzőkre helyezik a hangsúlyt mint a lojalitás, kötelességtudás, adaptálódási képesség, alkalmasság a csapatmunkára stb. Herrnstein (1971) véleménye szerint ha a mentális képességek öröklöttek, s ha a társadalmi siker e mentális képességek függvénye, valamint a környezeti különbségek kiegyenlítettek, akkor a társadalmi helyzet részben az öröklött különbségek következménye. Az ilyen kutatási eredmények, valamint az ezt követő további kérdések, mint hogy mit is mérnek a mentális képességeket vizsgáló különféle IQ-tesztek, hogy az azokon elért magas vagy alacsony pontszám mennyire következik mentális vagy kulturális különbségekből, már a problémának politikai jelleget adtak, s a konzervatív–liberális nézőpontok különbségét tükrözik.
John Goldthorpe szerint a kulcsszerepet játszó érdem kategóriája „helyzet-, illetve állapotfüggő”, miáltal változékony és szubjektív ítéleteket foglal magában. Az adott társadalom értékrendje és normái változnak.
James Flynn a meritokrácia elméletét önellentmondásosnak és több szempontból is problémásnak tartja. Flynn szerint a privilégiumok felszámolásának, és ezzel a meritokrácia megvalósulásának előfeltétele a materialista-elitista felfogás felszámolása. A másik oldalról a meritokrácia javakat és magas státuszt ígér azoknak, akik arra tehetségeik szerint érdemesek.
Flynn cikkében amellett érvel, hogy ahhoz, hogy az egyén társadalmi pozícióját érdemei alapján szerezze meg, a környezeti egyenlőséget kell megteremteni először. Később azonban a társadalmi struktúra tetején állók, bár tehetségük alapján érdemelték ki helyüket, gyerekeiket drága, jobb iskolákba tudják járatni, akik így előnyt élveznek a hierarchia alján álló társaikkal szemben.
Flynn harmadik érve a meritokrácia megvalósulásának képtelensége mellett az, hogy ha teljes egyenlőség van egy társadalom környezeti viszonyaiban, úgy a tehetség egyre inkább egy genetikus tényezővé válik. A jó génállománnyal rendelkezők házasságából jobb génekkel megáldott gyermekek születnek. Így genetikai alapon létrejön egy tehetséges elit és egy létminimum alatt élő osztály, akiknek a rosszabb genetikai állománya miatt esélye se lesz feljebb kerülni.

## Lásd még
- Társadalmi osztály
- Szociáldarwinizmus